# Kanton Bourg-de-Péage
Kanton Bourg-de-Péage (fr. Canton de Bourg-de-Péage) je francouzský kanton v departementu Drôme v regionu Rhône-Alpes. Skládá se z 15 obcí.

## Obce kantonu
- Alixan
- Barbières
- La Baume-d'Hostun
- Beauregard-Baret
- Bésayes
- Bourg-de-Péage
- Charpey
- Châteauneuf-sur-Isère
- Chatuzange-le-Goubet
- Eymeux
- Hostun
- Jaillans
- Marches
- Rochefort-Samson
- Saint-Vincent-la-Commanderie